# Накельський повіт
Накельський повіт (пол. powiat nakielski) — один з 19 земських повітів Куявсько-Поморського воєводства Польщі.
Утворений 1 січня 1999 року в результаті адміністративної реформи.

## Загальні дані
Повіт знаходиться у західній частині воєводства.
Адміністративний центр — місто Накло-над-Нотецем.
Станом на 1.01.2008 населення становить 85 050 осіб, площа 1120,08 км².

## Демографія
Демографічні дані повіту станом на 30.06.2005:
|       | Всього | Всього | Жінки  | Жінки | Чоловіки | Чоловіки |
| ----- | ------ | ------ | ------ | ----- | -------- | -------- |
|       | осіб   | %      | осіб   | %     | осіб     | %        |
| Повіт | 84 607 | 100    | 42 975 | 50,8  | 41 632   | 49,2     |
| Міста | 37 739 | 100    | 19 615 | 52    | 18 124   | 48       |
| Села  | 46 868 | 100    | 23 360 | 49,8  | 23 508   | 50,2     |